# Central Tejo
La Central Tejo va ser una central termoelèctrica, propietat de les Companhias Reunidas de Gás e Electricidade (CRGE), que va abastir d'electricitat la ciutat i regió de Lisboa. Està situada al Barri de Belém de la capital portuguesa i el seu període d'activitat comprèn entre 1909 i 1972, si bé a partir de 1951 era utilitzada com central de reserva. Al llarg del temps va sofrir diverses modificacions i ampliacions tant en nom, anomenant-la primerament Central da Junqueira i, posteriorment, Central Tejo, com a les fases constructives i productives.
La primitiva Central Tejo, de la que avui no en queda res, va ser construïda el 1909 i va estar funcionant fins a 1921. El 1914 es van iniciar les obres dels edificis de màquines i calderes de baixa pressió que, posteriorment, foren ampliades diverses vegades. Finalment, el 1941 va tindre lloc la construcció de calderes d'alta pressió, el cos de major envergadura de la central, el qual va ser ampliat el 1951 amb una nova caldera.
El seu tancament oficial ocorregué el 1975 (encara que la seua última posada en servei fou en 1972) deixant, així, una resta d'arqueologia industrial d'una gran importància per a la ciutat de Lisboa. Per aquesta raó, el conjunt va ser declarat com Imóvel d'Interesse Público en 1986. Des de 1990, la Central Tejo es troba novament oberta, ara amb fins museològics, anomenant-se Museu da Electricidade.

## Història
Va ser el 1909 quan es va construir una primitiva fase de la Central Tejo, un conjunt d'edificis que avui ja no existeix. Va estar operativa fins a 1921 i fou dissenyada sota projecte de l'enginyer Lucien Neu. La construcció es portà a cap per l'empresa Vieillard & Touzet (aquest últim, un dels deixebles d'Eiffel).
Durant anys va anar augmentant de maquinària per a millorar la seua potència i, el 1912, moment en què es troba tot l'equipament instal·lat, la central disposava de quinze petites calderes Belleville i cinc grups generadors amb una potència de 7,75 MW. Des de 1916 fins a ser desactivada el 1921, va rebre el vapor de les noves calderes instal·lades a l'edifici actual de baixa pressió sent desactivada, desmantellada i usada com magatzems i tallers a partir d'aquesta data fins a 1938, moment en què fou demolida per a la construcció de l'edifici de calderes d'alta pressió.

### Fase de Baixa Pressió
Les naus de baixa pressió començaren a construir-se el 1914 i finalitzaren el 1930 tenint tres fases constructives de gran importància. La primera (de 1914 a 1921) abraça la construcció de dos naus industrials per a les calderes, la sala de màquines per als alternadors i la subestació.
La segona fase (de 1924 a 1928) correspon a la primera ampliació de la sala de les calderes amb una nova nau longitudinal, a més de l'adquisició d'un nou grup generador, i la construcció d'un distribuïdor de carbó i dels molls per als canals del circuit de refrigeració.
Finalment, a la tercera fase (de 1928 a 1930) es produeix l'última ampliació de la sala de calderes, amb una nova nau industrial de majors proporcions que les anteriors, i de la sala de màquines.
Així, una vegada estaven tots els equipaments instal·lats en aquesta fase de baixa pressió, la sala de les calderes de la central constava d'onze calderes de baixa pressió, deu d'elles marca Babcock & Wilcox i una marca Humbolt; la sala de màquines, per la seua banda, constava de cinc grups generadors de diverses potències i marques: Escher & Wiss, AEG (dos grups), Stal-Asea e Escher Wiss/Thompson.

### Fase d'Alta Pressió
Després de l'augment de potència dels dos turboalternadors AEG el 1934, va ser necessària la instal·lació de noves calderes que funcionaren en alta pressió. L'enclavament es va situar al solar que ocupà la primitiva Central Tejo, la qual va ser demolida el 1938 per a la construcció d'aquest nou edifici de calderes d'alta pressió, el més monumental del conjunt. El seu interior allotjava tres grans calderes d'alta pressió marca Babcock & Wilcox, les quals començaren a funcionar el 1941.
Amb la destrucció de la primitiva central, es va haver de cercar un nou edifici per allotjar els magatzems i tallers; aquest es va situar al costat de llevant del conjunt de la central, als edificis de l'antiga refineria de sucre Senna Sugar Estates, Ltd. Propietat de la Companhia de Açúcar de Moçambique, comprats per les CRGE. Al mateix temps, va ser necessària crear una sala d'auxiliars, per a la depuració d'aigües, la qual fou instal·lada a l'interior de l'edifici de calderes de baixa pressió, desmantellant les dues primeres calderes.
El 1950, l'edifici de calderes d'alta pressió va ser ampliada amb una caldera més. Va entrar en servei l'any següent i va ser l'última ampliació de la central.

### La Integració en la Xarxa Elèctrica Nacional
Amb l'entrada en vigor de la Llei d'Electrificació Nacional el 1944, la qual donava prioritat absoluta a la producció amb energia hidràulica, la Central Tejo va passar a un segon pla en el sector elèctric a causa de la construcció de la primera gran central hidroelèctrica inclosa en la llei, la central de Castelo do Bode, la qual començà a funcionar el 1951 derogant a la Central Tejo com a central de reserva.
No obstant això, va continuar funcionant ininterrompudament entre 1951 i 1968, exceptuant el 1961. El 1972, després d'un atemptat contra el règim d'Salazar sobre les línies d'alta tensió que abastien Lisboa, la central va ser novament posada en marxa produint electricitat per última vegada en la seua història. El seu tancament oficial es va produir el 1975.

### La Central Tejo com Museu de l'Electricitat
Després del seu tancament i la nacionalització del sector elèctric el 1975, es va proposar donar-li nova vida a aquesta antiga central termoelèctrica reobrint-la amb finalitats cultural. El 1986 es posà en marxa l'equip fundacional del futur museu i, el 1990, obrí les portes al públic.
Entre 2001 i 2005 el museu va sofrir una restauració de tot el conjunt arquitectònic i del discurs museogràfic. Finalment, el 2006 el museu reobrí les seues portes amb un nou tipus de museologia, molt més pedagògica i dinàmica.

## Conjunt arquitectònic
El conjunt arquitectònic de la Central Tejo, després de les successives transformacions i ampliacions al llarg dels anys, respon a un gran conjunt fabril de la primera meitat de segle XX amb un estat perfecte de conservació.
Tot el conjunt es troba en perfecta harmonia estètica gràcies a la utilització del maó en tots els seus cossos sobre una estructura de ferro. Això no obstant, existeixen diferències estilístiques entre les naus de Baixa Pressió i l'edifici d'Alta Pressió, ja que els primers mostren un estil modernista i, el segon, classicista.

## Funcionament
El funcionament d'una central termoelèctrica ve a resumir-se en: crema d'un combustible per a produir vapor i, aquest alhora, fer girar un alternador per generar energia elèctrica. Això sí, la senzillesa estreba a la teoria, ja que a la pràctica és necessari un gran complex de màquines i circuits per fer-ho possible.
A la Central Tejo el combustible principal era el carbó, el qual arribava pel riu Tajo i era descarregat en la plaça homònima per a, posteriorment, ser enviat al triturador i les sitges mescladores. Des d'allí, es conduïa cap a la cinta de distribució del carbó on queia sobre el tapet rotatiu de graella, situat a l'interior de la caldera, on començava a cremar-se produint una temperatura d'uns 1200 °C.
Aquesta temperatura transformava en vapor l'aigua que discorria pels tubs interiors de la caldera i que, posteriorment, era conduït per als turboalternadors. L'aigua utilitzada formava part d'un circuit tancat i era químicament pura, havent-li de realitzar un procés de depuració i filtratge perquè no deteriora-se els equipaments de la mateixa central.
Sent així, el vapor avançava a gran pressió (38 kg/cm²) cap als grups generadors, els quals transformaven l'energia tèrmica del vapor en energia mecànica a través de la turbina i, aquesta, en energia elèctrica a l'eixida de l'alternador, produint un corrent trifàsic de 10.500 V amb una freqüència de 50 cicles per segon, que era conduïda a la subestació de la central i, d'allí, a la distribució per als consumidors.
Per la seua banda, el vapor, després de realitzar la seua funció de moure les aspes de la turbina, es dirigia cap als condensadors on es transformava novament en aigua per tornar-la a utilitzar a les calderes; el vapor entrava en el condensador i, per contacte amb les parets i els tubs interiors refrigerats per l'aigua del riu Tajo, tornava a un estat líquid. Per aquesta raó, l'aigua del riu mai no entrava en contacte amb l'aigua pura de la central. Del condensador, l'aigua era aspirada per bombes per enviar-la de nou a la caldera i, així, tancar el cicle.

## Vida obrera
El funcionament de la central no seria possible sense les persones que allí treballaren durant generacions. Per allò, va ser necessària una estricta divisió de treball i un sistema laboral de torns per aconseguir que la central produís ininterrompudament les vint-i-quatre hores del dia.
Els prop de cinc-cents operaris que treballaven durant el dia i la nit, es distribuïen en més de quaranta-cinc funcions diferents. En elles es trobaven des dels descarregadors del carbó, fins als tècnics i enginyers més especialitzats, passant pels treballadors de les calderes, els tallers de fusteria i forja, etc.
Sens dubte, els treballs més durs eren els realitzats prop i sota les calderes, havent de suportar temperatures ambient extremes accentuades per la proximitat a la crema del seu interior, el pols provocat per la combustió i sorolls ensordidors durant tota la jornada laboral. Així mateix, també era a la sala de les calderes on més treballadors i especialitats hi havia de tota la central, trobant-se el cap, el cap foguer, els foguers, els chegadors i els recollidors de cendra, tots en unes condicions de treball molt dures, sobretot aquests últims.

## Valor patrimonial

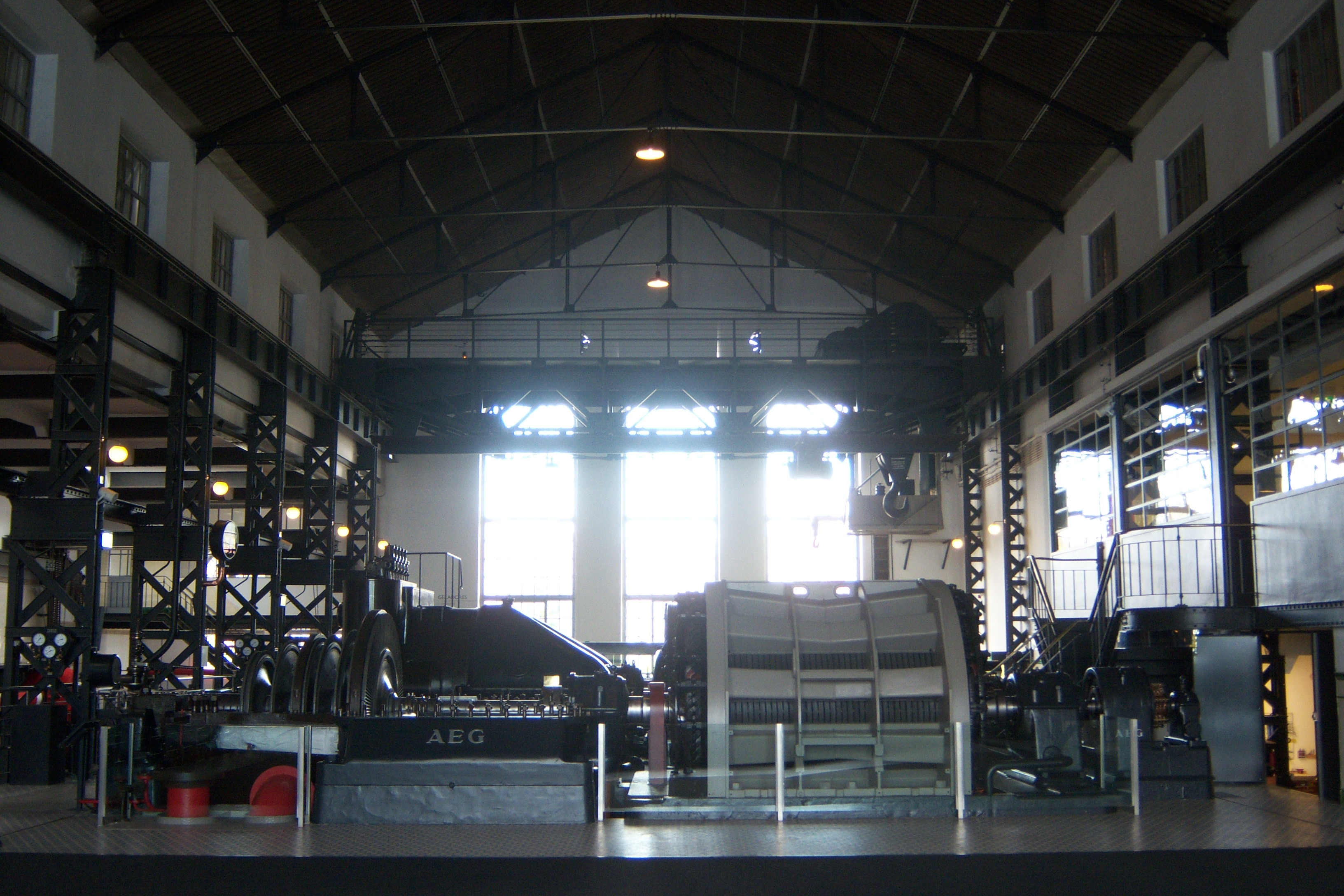
Alternador AEG musealitzat a la Sala de Màquines.

La Central Tejo té un gran valor patrimonial, i no sols en aspectes arquitectònics o arqueològics, sinó també en aspectes històrics, socials, antropològics o econòmics.
El patrimoni que deixà al seu pas la productivitat de la central és innegable. Va ser la gran central de Lisboa i Portugal fins a mitjà segle xx. El seu ventall d'acció arribava a tota la ciutat i regió de la vall del Tajo. Abastia d'il·luminació els carrers i les cases i aportava energia a les fàbriques. Sense d'ella, la història de Lisboa hagués estat diferent; ha estat la cara no visible de l'expansió i creixement de la ciutat del segle xx, els fonaments de la industrialització regional i de la primera línia de ferrocarril electrificada del país (Lisboa-Cascais).
Alhora, la Central Tejo ha estat determinant per a la modernitat de Lisboa; diverses generacions han patit, treballat i mort sota aquelles calderes perquè d'altres pogueren encendre les llums de la seua casa, fer un passeig nocturnal sota llum artificial o transportar-se tranquil·lament assegut mentre un tramvia puja una costera infernal de Lisboa.
A més d'això, ja al perímetre de la mateixa Central, els béns mobles i immobles que es mantenen fa, si més no, que aquesta central termoelèctrica haja sobreviscut a la desindustrialització del barri de Belém sent un exemple únic en Portugal i, possiblement, també d'Europa.
- Béns Immobles: el conjunt fabril de la Central Tejo (Imóvel de Interesse Público des de 1986), amb els cossos de baixa pressió i de la sala de màquines (1914-1930), d'alta pressió i sala d'aigües (1938-1951), i els diversos tallers de la central, el conjunt d'edificis dels quals (antigament pertanyents a l'antiga refinaria de sucre, datats de finals de segle xix i principis de segle XX), són avui el Centre de Documentació i el Dipòsit del Museu.
- Béns Mobles. Situats a l'actual museu: quatre calderes d'alta pressió marca Babcock & Wilcox de 1941 i 1951 i dos turboalternadors marca AEG de 1942 amb els respectius condensadors. A més, també hi ha refrigeradors o disjuntors a la sala de màquines, depuradores, filtres, electrobombes o destil·ladores a la sala d'aigües, tots de la dècada dels anys '40; nòries elevadores de carbó, vagonetes, sitges, material de fusteria i forja, etc. Situats en dipòsit i als jardins: grups generadors d'altres centrals elèctriques, reguladors de velocitat, vàlvules, elements de l'enllumenament públic de Lisboa, electrodomèstics de totes les èpoques i classes, etc.